# Acanthops
Acanthops és un gènere d'insectes mantodeus de la família Acanthopidae. Una de les característiques principals del gènere és que aquests insectes s'assemblen a una fulla morta.

## Taxonomia
- Acanthops bidens - Mèxic
- Acanthops centralis
- Acanthops chocoensis
- Acanthops elegans
- Acanthops erosa
- Acanthops erosula
- Acanthops falcata
- Acanthops falcataria
- Acanthops godmani
- Acanthops occidentalis
- Acanthops onorei
- Acanthops parafalcata. Aquesta espècie fou descrita per Lombardo i Ippolito en 2004.[1] Fou descoberta a Trinitat i Tobago.
- Acanthops parva
- Acanthops royi
- Acanthops soukana
- Acanthops tuberculatus